# Kreisliga Elbe
Die Kreisliga Elbe war eine der obersten Fußballligen des Verbandes Mitteldeutscher Ballspiel-Vereine (VMBV). Sie wurde 1919 im Zuge einer Spielklassenreform seitens des VMBV ins Leben gerufen ins Leben gerufen und bestand bis 1923. Der Sieger qualifizierte sich für die Endrunde der mitteldeutschen Fußballmeisterschaft.

## Überblick
1919 beschloss der VMBV, über die bestehenden Gauligen sogenannte Kreisligen als erste Spielklassen einzuführen, die mehrere Gaue beinhalteten. Zuvor war die Anzahl an erstklassigen Ligen teilweise bereits auf über 20 angestiegen, was eine Verwässerung des Spielniveaus in der mitteldeutschen Fußballendrunde verursachte. Die Kreisliga Elbe beinhaltete die Gaue Altmark, Anhalt, Harz und Mittelelbe und wurde mit zehn Teilnehmern ausgespielt. Zur Spielzeit 1923/24 wurden die Kreisligen wieder abgeschafft, fortan bildeten erneut die zahlreichen Gauligen die ersten Spielklassen innerhalb es VMBVs.
Die Kreisliga Elbe wurde von den Magdeburger Vereinen aus dem Gau Mittelelbe dominiert, die alle Kreismeisterschaften unter sich ausmachten. Dennoch gelang es keinem Verein, die Liga mehr als einmal zu gewinnen. Die noch in der Gauliga Mittelelbe dominierende Vereine FuCC Cricket-Viktoria Magdeburg und Magdeburger FC Viktoria 1896 konnten die Kreismeisterschaft nicht gewinnen. In den mitteldeutschen Fußballendrunden gehörten die Kreismeister Elbes jedoch im Vergleich zu den restlichen Kreismeistern zu den schwächeren Vereinen. In den von 1920 bis 1922 als Rundenturnier ausgetragenen Endrunden wurden die Elbe-Vereine zweimal Letzter und einmal Vorletzter. In der als K.-o.-Runde ausgetragene Endrunde 1922/23 konnte durch einen 2:1-Sieg über Borussia Halle zumindest das Halbfinale erreicht werden.

## Meister der Kreisliga Elbe 1920–1923
| Jahr    | Kreismeister Elbe       | Abschneiden mitteldt. Meisterschaft a | Mitteldeutscher Meister     |
| ------- | ----------------------- | ------------------------------------- | --------------------------- |
| 1919/20 | Magdeburger SC          | 5/6                                   | VfB Leipzig                 |
| 1920/21 | Magdeburger SC Preussen | 7/7                                   | FC Wacker Halle             |
| 1921/22 | FV Fortuna Magdeburg    | 7/7                                   | SpVgg 1899 Leipzig-Lindenau |
| 1922/23 | SuS 1898 Magdeburg      | Halbfinale                            | SV Guts Muts Dresden        |

## Rekordmeister
Kein Verein konnte die Kreisliga Elbe mehr als einmal gewinnen.
|  | Verein                 | Titel | Jahr    |
|  | ---------------------- | ----- | ------- |
|  | Magdeburger SC         | 1     | 1919/20 |
|  | Magdeburger SC Preußen | 1     | 1920/21 |
|  | FV Fortuna Magdeburg   | 1     | 1921/22 |
|  | SuS 1898 Magdeburg     | 1     | 1922/23 |

## Ewige Tabelle
Berücksichtigt sind alle überlieferten Spielzeiten der erstklassigen Kreisliga Elbe von 1919 bis 1923. Die Abschlusstabelle 1919/20 ist nicht überliefert.
| Pl. | Verein                          | Jahre | Sp. | S  | U  | N  | T+  | T-  | Diff. | Punkte | Ø-Pkt. | Titel | Gau        |
| --- | ------------------------------- | ----- | --- | -- | -- | -- | --- | --- | ----- | ------ | ------ | ----- | ---------- |
| 1.  | Magdeburger FC Viktoria 1896    | 3     | 54  | 27 | 9  | 18 | 96  | 60  | +36   | 63:45  | 1,17   | 0     | Mittelelbe |
| 2.  | SuS 1898 Magdeburg              | 3     | 54  | 26 | 11 | 17 | 100 | 73  | +27   | 63:45  | 1,17   | 1     | Mittelelbe |
| 3.  | Viktoria Stendal                | 3     | 54  | 27 | 5  | 22 | 93  | 95  | −2    | 59:49  | 1,09   | 0     | Altmark    |
| 4.  | Magdeburger SC Preußen          | 3     | 54  | 23 | 11 | 20 | 85  | 87  | −2    | 57:51  | 1,06   | 1     | Mittelelbe |
| 5.  | FuCC Cricket-Viktoria Magdeburg | 3     | 54  | 23 | 10 | 21 | 102 | 84  | +18   | 56:52  | 1,04   | 0     | Mittelelbe |
| 6.  | FC Germania Halberstadt         | 3     | 54  | 20 | 12 | 22 | 92  | 90  | +2    | 52:56  | 0,96   | 0     | Harz       |
| 7.  | FV Fortuna Magdeburg            | 2     | 36  | 23 | 3  | 10 | 92  | 54  | +38   | 49:23  | 1,36   | 1     | Mittelelbe |
| 8.  | SV 07 Bernburg                  | 3     | 54  | 19 | 8  | 27 | 86  | 112 | −26   | 46:62  | 0,85   | 0     | Anhalt     |
| 9.  | Magdeburger SC                  | 3     | 54  | 13 | 19 | 22 | 61  | 83  | −22   | 45:63  | 0,83   | 1     | Mittelelbe |
| 10. | Dessauer SV 98                  | 2     | 36  | 11 | 3  | 22 | 45  | 82  | −37   | 25:47  | 0,69   | 0     | Anhalt     |
| 11. | FC Preußen Burg                 | 1     | 18  | 7  | 3  | 8  | 28  | 33  | −5    | 17:19  | 0,94   | 0     | Mittelelbe |
| 12. | SC Germania Magdeburg           | 1     | 18  | 3  | 2  | 13 | 21  | 48  | −27   | 8:28   | 0,44   | 0     | Mittelelbe |